# Andrew Lawrence Somers

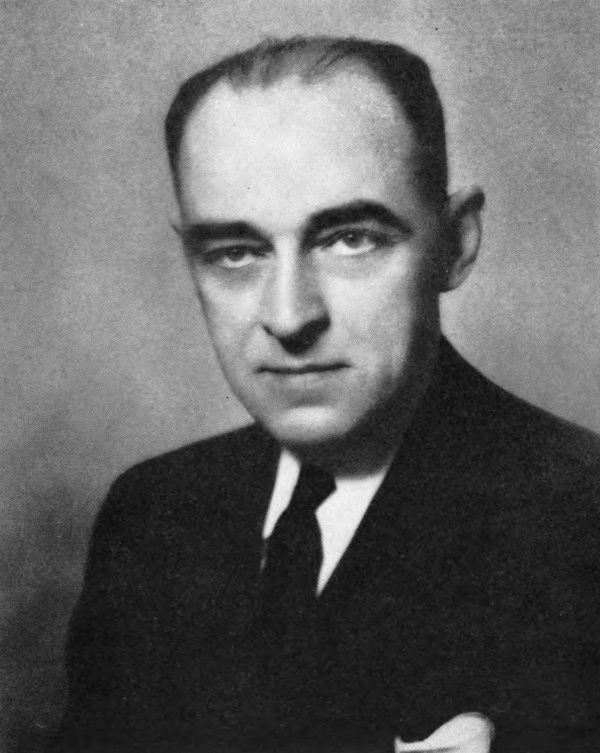
Andrew Lawrence Somers

Andrew Lawrence Somers (* 21. März 1895 in Brooklyn, New York; † 6. April 1949 in St. Albans, New York) war ein US-amerikanischer Politiker. Zwischen 1925 und 1949 vertrat er den Bundesstaat New York im US-Repräsentantenhaus.

## Werdegang
Andrew Lawrence Somers besuchte die St. Teresa’s Academy in Brooklyn, die Brooklyn College Preparatory School, das Manhattan College und die New York University in New York City. Danach verfolgte er Geschäfte mit Trockenfarbe sowie Chemikalien. Während des Ersten Weltkrieges verpflichtete er sich am 18. Juli 1917 als Hospital Corpsman zweiter Klasse in der United States Naval Reserve Force. Danach diente er als Ensign im Naval Reserve Flying Corps und wurde am 17. September 1918 zum Piloten der Marineflieger ernannt. Am 30. September 1918 ging er ins Ausland und diente dort bis zu seiner ehrenhaften Entlassung am 4. März 1919. Politisch gehört er der Demokratischen Partei an. Er nahm 1928 als Delegierter an der Democratic National Convention in Houston teil.
Bei den Kongresswahlen des Jahres 1924 wurde er im sechsten Wahlbezirk von New York in das US-Repräsentantenhaus in Washington, D.C. gewählt, wo er am 4. März 1925 die Nachfolge von Charles I. Stengle antrat. Er wurde zehn Mal in Folge wiedergewählt. Im Jahr 1944 kandidierte er im zehnten Wahlbezirk von New York für einen Kongresssitz. Nach einer erfolgreichen Wahl trat er am 3. Januar 1945 die Nachfolge von Emanuel Celler an. Er wurde einmal wiedergewählt, verstarb aber am 6. April 1949 in St. Albans. Als Kongressabgeordneter hatte er den Vorsitz über das Committee on Coinage, Weights, and Measures (72. bis 78. Kongress), das Committee on Mines and Mining (79. Kongress) und das Committee on Public Lands (81. Kongress). Sein Leichnam wurde auf dem Holy Cross Cemetery in Brooklyn beigesetzt.